# Santo Stefano in Aspromonte
Santo Stefano in Aspromonte er en by i Calabrien, Italien med 1.039 (2023) indbyggere.